# Rue Saint-Papoul
Place Julie-Jeanne-Bouillane
La rue Saint-Papoul (en occitan : carrièra de Sant Pàpol) et la place Julie-Jeanne-Bouillane (en occitan : plaça Julie-Jeanne Bouillane) sont deux voies de Toulouse, chef-lieu de la région Occitanie, dans le Midi de la France. 

## Situation et accès

### Description
La rue Saint-Papoul et la place Julie-Jeanne-Bouillane sont deux voies publiques. Elle se trouvent dans le quartier Matabiau.
La chaussée compte une seule voie de circulation en sens unique, de la rue de la Concorde vers la rue Alexandre-Falguière. Elle est définie comme une zone 30 et la vitesse y est limitée à 30 km/h. Il n'existe pas de bande, ni de piste cyclable, quoiqu'elle soit à double-sens cyclable.

### Voies rencontrées
La rue Saint-Papoul rencontre les voies suivantes, dans l'ordre des numéros croissants (« g » indique que la rue se situe à gauche, « d » à droite) :
1. Rue Alexandre-Falguière
2. Place Julie-Jeanne-Bouillane (g)
3. Rue de la Concorde

## Odonymie
La rue fut d'abord désignée comme la rue Traversière-du-Bouillon – elle aboutissait effectivement à la rue du Bouillon (actuelle rue Alexandre-Falguière). En 1866, elle prit le nom de saint Papoul, qui aurait été un compagnon saint Saturnin : ayant quitté Rome avec lui, il aurait évangélisé la cité de Carcassonne, puis les campagnes de la cité de Toulouse, avant d'être martyrisé près du lieu qui prit son nom.
Le 1er avril 2022, l'espace à l'angle de la rue Alexandre-Falguière a pris, par décision du conseil municipal, le nom de Julie Jeanne Bouillane (1909-1979), résistante, membre du groupe Sabot et du réseau Alliance, déportée successivement à Ravensbrück, Neuengamme, puis Bergen-Belsen. Elle vécut avec son époux, le commissaire Jean Philippe, lui-même résistant et mort en 1944 en déportation, dans une maison d'une rue voisine, qui a d'ailleurs pris son nom (actuel no 22 rue du Commissaire-Jean-Philippe).

## Patrimoine et lieux d'intérêt
- no  14 : verrerie d'Albi (deuxième moitié du XIXe siècle)[4].
- no  16 : immeuble (deuxième moitié du XIXe siècle)[5].
- no  19 : maison (deuxième moitié du XIXe siècle)[6].